# 24 Oktoberplein-Zuid (sneltramhalte)
24 Oktoberplein-Zuid is een van de haltes van de Utrechtse sneltram en is gelegen in de stad Utrecht in de middenberm van de Beneluxlaan in de wijk Kanaleneiland. 
Op de halte stoppen tramlijnen 20 en 21. 
In februari 2005 en in de zomer van 2020 zijn enkele haltes van deze tram gerenoveerd, zo ook halte 24 Oktoberplein-Zuid.

## Naamgeving
De halte heette oorspronkelijk Ziekenhuis Oudenrijn. Deze naam is in juni 2005 gewijzigd in 24 Oktoberplein-Zuid, naar het verkeersplein waarbij de halte is gesitueerd. Dit omdat het ziekenhuis verhuisd is naar een locatie in Leidsche Rijn. De huidige naam van de tramhalte verwijst naar de oprichtingsdatum van de Verenigde Naties: 24 oktober 1945. De halte heeft verder de toevoeging -Zuid in de naam, ter onderscheid van de bestaande bushalte 24 Oktoberplein, aan de oostkant van het plein.

## Aanslag bij de halte
Nabij deze halte werd op 18 maart 2019 door Gökmen Tanis een aanslag in en rondom een tram gepleegd, waarbij vier doden en zeker zes gewonden vielen. 
P+R Science Park · WKZ/Máxima · UMC Utrecht · Heidelberglaan · Padualaan · De Kromme Rijn · Stadion Galgenwaard · Station Utrecht Vaartsche Rijn · CS Centrumzijde · CS Jaarbeursplein · Graadt van Roggenweg · 24 Oktoberplein-Zuid · Winkelcentrum Kanaleneiland · Vasco da Gamalaan · Kanaleneiland Zuid · P+R Westraven · Zuilenstein · Batau-Noord · Wijkersloot · Nieuwegein City · Merwestein · Fokkesteeg · Wiersdijk · Nieuwegein-Zuid
P+R Science Park · WKZ/Máxima · UMC Utrecht · Heidelberglaan · Padualaan · De Kromme Rijn · Stadion Galgenwaard · Station Utrecht Vaartsche Rijn · CS Centrumzijde · CS Jaarbeursplein · Graadt van Roggenweg · 24 Oktoberplein-Zuid · Winkelcentrum Kanaleneiland · Vasco da Gamalaan · Kanaleneiland Zuid · P+R Westraven · Zuilenstein · Batau-Noord · Wijkersloot · Nieuwegein City · St. Antonius Ziekenhuis · Doorslag · Hooghe Waerd · Clinckhoeff · Eiteren · Achterveld · Binnenstad · IJsselstein-Zuid